# Hôtel Schützenberger
L'hôtel Schützenberger est un monument historique situé à Strasbourg, dans le Bas-Rhin.

## Localisation
Ce bâtiment est situé au 76 allée de la Robertsau à Strasbourg.

## Historique
L'édifice fait l'objet d'une inscription au titre des monuments historiques depuis 1975.

## Fonction
La bâtisse sert de siège pour plusieurs organismes :
- Observatoire européen de l'audiovisuel[2]
- Plateforme européenne des instances de régulation[3]
- Association parlementaire européenne[4]
- Mouvement européen Alsace[5]
- Corps consulaire de Strasbourg